# Кусацу (посёлок)
Кусацу (яп. 草津町 Кусацу-мати) — посёлок в Японии, находящийся в уезде Агацума префектуры Гумма. Площадь посёлка составляет 49,74 км², население — 6817 человек (1 июля 2014), плотность населения — 137,05 чел./км².

## Географическое положение
Посёлок расположен на острове Хонсю в префектуре Гумма региона Канто. С ним граничат посёлки Наганохара, Наканодзё и сёла Цумагои, Такаяма. Неподалёку от посёлка находится вулкан Кусацу-Сиранэ.

## Население
Население посёлка составляет 6817 человек (1 июля 2014), а плотность — 137,05 чел./км². Изменение численности населения с 1980 по 2005 годы:
| 1980 | 9341 чел. |  |
| 1985 | 8945 чел. |  |
| 1990 | 8620 чел. |  |
| 1995 | 8294 чел. |  |
| 2000 | 7702 чел. |  |
| 2005 | 7602 чел. |  |

## Символика
Цветком посёлка считается Hymenanthes.